# Henri Richer
Pour les articles homonymes, voir Richer.
Henri Richer, né à Longueil, en pays de Caux, le 16 août 1685 et mort à Paris le 12 mars 1748, est un poète français.

## Biographie
Après des études de droit à l’Université de Caen, Henri Richer se fit recevoir comme avocat au parlement de Rouen. Mais, s’intéressant avant tout à la littérature, il ne tarda pas à renoncer au barreau et vint à Paris pour tenter d’y réussir comme poète.
Il commença par des traductions en vers des Églogues de Virgile et des huit premières Héroïdes d’Ovide et donna deux livres de fables, souvent rééditées et qui sont la meilleure partie de son œuvre : le style en est simple, parfois prosaïque, mais l’invention fort médiocre et sa narration est froide. C’est par là qu’il acquit, et a conservé, une relative notoriété. Henri Richer est en effet réputé avoir écrit des poèmes de même style que Jean de la Fontaine.
Il a également composé des tragédies dont la première, Sabinus et Éponine (1735), eut sept représentations à la Comédie-Française et fut traduite en hollandais et représentée avec succès à Amsterdam.  Il est aussi l’auteur d’une Vie de Mécénas, avec des notes historiques et critiques (1746).
Dans l’Aube de la modernité (1680-1760), Histoire comparée des littératures de langues européennes, Gérard Laudin estime que « Henri Richer est l’un des meilleurs fabulistes du XVIIIe siècle ». Il aurait inventé les deux tiers de ses fables et réutilise des expressions qui émanent de La Fontaine.
Son ami Évrard Titon du Tillet lui a fait une place dans son Parnasse français.

## Œuvres
- traduction en vers des Églogues de Virgile, Rouen, 1717, in-12 (rééd. 1736, in-8°)[3];
- La Nature périssable, ode, 1719, in-4° ;
- traduction des Épîtres choisies des Héroïdes d’Ovide, Paris, 1723, in-12 ;
- Fables nouvelles, Paris, 1729, 1 vol. in-12 (rééd. 1744, 1 vol. in-12 ; 1748, 2 vol. in-12), dédiées à « Son Altesse Sérénissime Monseigneur le Prince de Conti”, dont :
  - Les deux Enfants ;
  - Les deux Oisons ;
  - La Pie et le Pinson[4] ;
  - Le Sanglier et le Daim ;
  - Les Bergers.
- Sabinus et Éponine, tragédie en 5 actes, représentée à la Comédie-Française le 29 décembre 1734 (impr. 1735, in-12), jouée sept fois ;
- Vie de Mécénas, avec des notes historiques et critiques, 1746 (rééd. 1767) (traduction libre de Meibonius) ;
- Coriolan, tragédie en 5 actes, 1748 (non représentée).